# Stefan Kießling
Stefan Kießling (Lichtenfels, Alemanya, 25 de gener de 1984) és un exfutbolista alemany que va jugar com a davanter al Bayer Leverkusen i en la selecció Alemanya.

## Trajectòria
Kießling va començar a jugar al futbol a les categories inferiors de l'1. FC Eintracht Bamberg abans de traslladar-se a l'acadèmia del 1. FC Nürnberg el 2001. Va fer el seu debut professional a Nuremberg com a jugador amb 19 anys el 2003, abans de ser venut a Bayer Leverkusen l'estiu del 2006. Va ser el tercer màxim golejador de la Copa de la UEFA de 2007-08 per darrere de Luca Toni i Pàvel Pogrebniak amb 7 gols.

## Internacional
Ha estat internacional amb la selecció de futbol d'Alemanya i ha jugat 6 partits amb ella.
Kießling va fer la seua estrena internacional per a la selecció nacional d'Alemanya en un amistós contra Dinamarca el 28 de març del 2007. Després de quasi un any des de la seua primera convocatòria, va ser cridat a l'equip per Joachim Löw després de la seua gran actuació en la Bundesliga temporada 2008-09. Va representar a Alemanya en la Copa del Món de 2010 a Sud-àfrica, jugant dos partits.

### Participacions en Copes del Món
| Mundial                        | Seu        | Resultat |
| ------------------------------ | ---------- | -------- |
| Copa Mundial de Futbol de 2010 | Sud-àfrica |          |